# قطر في كأس العالم 2022
شارك منتخب قطر لكرة القدم في بطولة كأس العالم 2022 التي تنظم في دولتهم قطر في الفترة من 20 نوفمبر 2022 إلى 18 ديسمبر 2022. وهي المشاركة الأولى في تاريخ المنتخب القطري.

## التأهل
كون قطر هو مضيف كأس العالم 2022، تأهل منتخب قطر بشكل تلقائي دون خوض تصفيات، وشارك منتخب قطر للمرة الأولى حيث لم يسبق له التأهل من قبل لكأس العالم.

## كأس العالم

### المجموعة الأولى[3][4]
| م | الفريق    | لعب | ف | ت | خ | أ.له | أ.ع | أ.ف | نقاط | التأهل                       |
| - | --------- | --- | - | - | - | ---- | --- | --- | ---- | ---------------------------- |
| 1 | هولندا    | 3   | 2 | 1 | 0 | 5    | 1   | +4  | 7    | يتقدم إلى مرحلة خروج المغلوب |
| 2 | السنغال   | 3   | 2 | 0 | 1 | 5    | 4   | +1  | 6    | يتقدم إلى مرحلة خروج المغلوب |
| 3 | الإكوادور | 3   | 1 | 1 | 1 | 4    | 3   | +1  | 4    |                              |
| 4 | قطر (H)   | 3   | 0 | 0 | 3 | 1    | 7   | −6  | 0    |                              |

| السنغال | 0–2   | هولندا                    |
| ------- | ----- | ------------------------- |
|         | تقرير | - خاكبو 84' - كلاسن 9+90' |

| قطر | 0–2   | الإكوادور                |
| --- | ----- | ------------------------ |
|     | تقرير | فالنسيا 16' (ركلة.)، 31' |

| قطر           | 1–3   | السنغال                               |
| ------------- | ----- | ------------------------------------- |
| - مونتاري 78' | تقرير | - ديا 41' - ديدهيو 48' - ب. ديانغ 84' |

| هولندا     | 1–1   | الإكوادور     |
| ---------- | ----- | ------------- |
| - خاكبو 6' | تقرير | - فالنسيا 49' |

| الإكوادور     | 1–2   | السنغال                             |
| ------------- | ----- | ----------------------------------- |
| - كايسيدو 67' | تقرير | - إ. سار 44' (ركلة.) - كوليبالي 70' |

| هولندا                       | 2–0   | قطر |
| ---------------------------- | ----- | --- |
| - خاكبو 26' - ف. دي يونغ 49' | تقرير |     |

## الإحصائيات

### دقائق اللعب
| اللاعب      | الإكوادور   | السنغال     | هولندا      | TT          | هدف         | MJ          | MT          | توضيح |
| ----------- | ----------- | ----------- | ----------- | ----------- | ----------- | ----------- | ----------- | --- |
| حراس المرمى | حراس المرمى | حراس المرمى | حراس المرمى | حراس المرمى | حراس المرمى | حراس المرمى | حراس المرمى | اختصارات ورموز : · TT : عدد دقائق اللعب · MJ : عدد المباريات المشارك فيها · MT : عدد المباريات المشارك فيها كلاعب أساسي · : هدف · : دخول لاعب بديل · : تعويض اللاعب · : القائد · : بطاقة صفراء · : بطاقة حمراء · : لاعب مصاب · |
|             |             |             |             |             |             |             |             | اختصارات ورموز : · TT : عدد دقائق اللعب · MJ : عدد المباريات المشارك فيها · MT : عدد المباريات المشارك فيها كلاعب أساسي · : هدف · : دخول لاعب بديل · : تعويض اللاعب · : القائد · : بطاقة صفراء · : بطاقة حمراء · : لاعب مصاب · |
|             |             |             |             |             |             |             |             | اختصارات ورموز : · TT : عدد دقائق اللعب · MJ : عدد المباريات المشارك فيها · MT : عدد المباريات المشارك فيها كلاعب أساسي · : هدف · : دخول لاعب بديل · : تعويض اللاعب · : القائد · : بطاقة صفراء · : بطاقة حمراء · : لاعب مصاب · |
|             |             |             |             |             |             |             |             | اختصارات ورموز : · TT : عدد دقائق اللعب · MJ : عدد المباريات المشارك فيها · MT : عدد المباريات المشارك فيها كلاعب أساسي · : هدف · : دخول لاعب بديل · : تعويض اللاعب · : القائد · : بطاقة صفراء · : بطاقة حمراء · : لاعب مصاب · |
| المدافعون   |             |             |             |             |             |             |             | اختصارات ورموز : · TT : عدد دقائق اللعب · MJ : عدد المباريات المشارك فيها · MT : عدد المباريات المشارك فيها كلاعب أساسي · : هدف · : دخول لاعب بديل · : تعويض اللاعب · : القائد · : بطاقة صفراء · : بطاقة حمراء · : لاعب مصاب · |
|             |             |             |             |             |             |             |             | اختصارات ورموز : · TT : عدد دقائق اللعب · MJ : عدد المباريات المشارك فيها · MT : عدد المباريات المشارك فيها كلاعب أساسي · : هدف · : دخول لاعب بديل · : تعويض اللاعب · : القائد · : بطاقة صفراء · : بطاقة حمراء · : لاعب مصاب · |
|             |             |             |             |             |             |             |             | اختصارات ورموز : · TT : عدد دقائق اللعب · MJ : عدد المباريات المشارك فيها · MT : عدد المباريات المشارك فيها كلاعب أساسي · : هدف · : دخول لاعب بديل · : تعويض اللاعب · : القائد · : بطاقة صفراء · : بطاقة حمراء · : لاعب مصاب · |
|             |             |             |             |             |             |             |             | اختصارات ورموز : · TT : عدد دقائق اللعب · MJ : عدد المباريات المشارك فيها · MT : عدد المباريات المشارك فيها كلاعب أساسي · : هدف · : دخول لاعب بديل · : تعويض اللاعب · : القائد · : بطاقة صفراء · : بطاقة حمراء · : لاعب مصاب · |
|             |             |             |             |             |             |             |             | اختصارات ورموز : · TT : عدد دقائق اللعب · MJ : عدد المباريات المشارك فيها · MT : عدد المباريات المشارك فيها كلاعب أساسي · : هدف · : دخول لاعب بديل · : تعويض اللاعب · : القائد · : بطاقة صفراء · : بطاقة حمراء · : لاعب مصاب · |
|             |             |             |             |             |             |             |             | اختصارات ورموز : · TT : عدد دقائق اللعب · MJ : عدد المباريات المشارك فيها · MT : عدد المباريات المشارك فيها كلاعب أساسي · : هدف · : دخول لاعب بديل · : تعويض اللاعب · : القائد · : بطاقة صفراء · : بطاقة حمراء · : لاعب مصاب · |
|             |             |             |             |             |             |             |             | اختصارات ورموز : · TT : عدد دقائق اللعب · MJ : عدد المباريات المشارك فيها · MT : عدد المباريات المشارك فيها كلاعب أساسي · : هدف · : دخول لاعب بديل · : تعويض اللاعب · : القائد · : بطاقة صفراء · : بطاقة حمراء · : لاعب مصاب · |
|             |             |             |             |             |             |             |             | اختصارات ورموز : · TT : عدد دقائق اللعب · MJ : عدد المباريات المشارك فيها · MT : عدد المباريات المشارك فيها كلاعب أساسي · : هدف · : دخول لاعب بديل · : تعويض اللاعب · : القائد · : بطاقة صفراء · : بطاقة حمراء · : لاعب مصاب · |
|             |             |             |             |             |             |             |             | اختصارات ورموز : · TT : عدد دقائق اللعب · MJ : عدد المباريات المشارك فيها · MT : عدد المباريات المشارك فيها كلاعب أساسي · : هدف · : دخول لاعب بديل · : تعويض اللاعب · : القائد · : بطاقة صفراء · : بطاقة حمراء · : لاعب مصاب · |
| لاعبو الوسط |             |             |             |             |             |             |             | اختصارات ورموز : · TT : عدد دقائق اللعب · MJ : عدد المباريات المشارك فيها · MT : عدد المباريات المشارك فيها كلاعب أساسي · : هدف · : دخول لاعب بديل · : تعويض اللاعب · : القائد · : بطاقة صفراء · : بطاقة حمراء · : لاعب مصاب · |
|             |             |             |             |             |             |             |             | اختصارات ورموز : · TT : عدد دقائق اللعب · MJ : عدد المباريات المشارك فيها · MT : عدد المباريات المشارك فيها كلاعب أساسي · : هدف · : دخول لاعب بديل · : تعويض اللاعب · : القائد · : بطاقة صفراء · : بطاقة حمراء · : لاعب مصاب · |
|             |             |             |             |             |             |             |             | اختصارات ورموز : · TT : عدد دقائق اللعب · MJ : عدد المباريات المشارك فيها · MT : عدد المباريات المشارك فيها كلاعب أساسي · : هدف · : دخول لاعب بديل · : تعويض اللاعب · : القائد · : بطاقة صفراء · : بطاقة حمراء · : لاعب مصاب · |
|             |             |             |             |             |             |             |             | اختصارات ورموز : · TT : عدد دقائق اللعب · MJ : عدد المباريات المشارك فيها · MT : عدد المباريات المشارك فيها كلاعب أساسي · : هدف · : دخول لاعب بديل · : تعويض اللاعب · : القائد · : بطاقة صفراء · : بطاقة حمراء · : لاعب مصاب · |
|             |             |             |             |             |             |             |             | اختصارات ورموز : · TT : عدد دقائق اللعب · MJ : عدد المباريات المشارك فيها · MT : عدد المباريات المشارك فيها كلاعب أساسي · : هدف · : دخول لاعب بديل · : تعويض اللاعب · : القائد · : بطاقة صفراء · : بطاقة حمراء · : لاعب مصاب · |
|             |             |             |             |             |             |             |             | اختصارات ورموز : · TT : عدد دقائق اللعب · MJ : عدد المباريات المشارك فيها · MT : عدد المباريات المشارك فيها كلاعب أساسي · : هدف · : دخول لاعب بديل · : تعويض اللاعب · : القائد · : بطاقة صفراء · : بطاقة حمراء · : لاعب مصاب · |
|             |             |             |             |             |             |             |             | اختصارات ورموز : · TT : عدد دقائق اللعب · MJ : عدد المباريات المشارك فيها · MT : عدد المباريات المشارك فيها كلاعب أساسي · : هدف · : دخول لاعب بديل · : تعويض اللاعب · : القائد · : بطاقة صفراء · : بطاقة حمراء · : لاعب مصاب · |
|             |             |             |             |             |             |             |             | اختصارات ورموز : · TT : عدد دقائق اللعب · MJ : عدد المباريات المشارك فيها · MT : عدد المباريات المشارك فيها كلاعب أساسي · : هدف · : دخول لاعب بديل · : تعويض اللاعب · : القائد · : بطاقة صفراء · : بطاقة حمراء · : لاعب مصاب · |
| المهاجمون   |             |             |             |             |             |             |             | اختصارات ورموز : · TT : عدد دقائق اللعب · MJ : عدد المباريات المشارك فيها · MT : عدد المباريات المشارك فيها كلاعب أساسي · : هدف · : دخول لاعب بديل · : تعويض اللاعب · : القائد · : بطاقة صفراء · : بطاقة حمراء · : لاعب مصاب · |
|             |             |             |             |             |             |             |             | اختصارات ورموز : · TT : عدد دقائق اللعب · MJ : عدد المباريات المشارك فيها · MT : عدد المباريات المشارك فيها كلاعب أساسي · : هدف · : دخول لاعب بديل · : تعويض اللاعب · : القائد · : بطاقة صفراء · : بطاقة حمراء · : لاعب مصاب · |
|             |             |             |             |             |             |             |             | اختصارات ورموز : · TT : عدد دقائق اللعب · MJ : عدد المباريات المشارك فيها · MT : عدد المباريات المشارك فيها كلاعب أساسي · : هدف · : دخول لاعب بديل · : تعويض اللاعب · : القائد · : بطاقة صفراء · : بطاقة حمراء · : لاعب مصاب · |
|             |             |             |             |             |             |             |             | اختصارات ورموز : · TT : عدد دقائق اللعب · MJ : عدد المباريات المشارك فيها · MT : عدد المباريات المشارك فيها كلاعب أساسي · : هدف · : دخول لاعب بديل · : تعويض اللاعب · : القائد · : بطاقة صفراء · : بطاقة حمراء · : لاعب مصاب · |
|             |             |             |             |             |             |             |             | اختصارات ورموز : · TT : عدد دقائق اللعب · MJ : عدد المباريات المشارك فيها · MT : عدد المباريات المشارك فيها كلاعب أساسي · : هدف · : دخول لاعب بديل · : تعويض اللاعب · : القائد · : بطاقة صفراء · : بطاقة حمراء · : لاعب مصاب · |
|             |             |             |             |             |             |             |             | اختصارات ورموز : · TT : عدد دقائق اللعب · MJ : عدد المباريات المشارك فيها · MT : عدد المباريات المشارك فيها كلاعب أساسي · : هدف · : دخول لاعب بديل · : تعويض اللاعب · : القائد · : بطاقة صفراء · : بطاقة حمراء · : لاعب مصاب · |